# Євген Стурза
Євген Стурза (рум. Eugen Sturza) (нар. 15 грудня 1984) — молдовський державний і політичний діяч.
24 жовтня 2017 — Міністр оборони Молдови. Також з 19 вересня 2015 заступник голови Європейської народної партії Молдови.

## Життєпис
2004–2008 — навчався в Академії економічної освіти Молдови на факультативі фінансів.
2009–2013 — головний державний радник прем'єр-міністра Молдови Володимира Філата.
2013–2015 голова кабінету прем'єр міністра Молдови Юріє Лянке.
У 2015 в рамках недержавної організації «Інститут європейської політики та реформ» був модератором по реформі публічного адміністрування.
24 жовтня 2017 — призначений Міністром оборони Молдови.

## Сімейний стан
Одружений. Виховує дитину.

## Володіння мовами
Окрім румунської мови, також володіє англійською і російською.